# Шорохово (Новокузнецький район)
Шо́рохово (рос. Шорохово) — присілок у складі Новокузнецького району Кемеровської області, Росія. Входить до складу Красулинського сільського поселення.

## Населення
Населення — 98 осіб (2010; 159 у 2002).
Національний склад (станом на 2002 рік):
- росіяни — 69 %